# Thesis (mitologia)
Thesis, Thetis (gr. Θεσις Θετις, łac. Thesis) – w mitologii greckiej pierwotna bogini należąca do Protogenoi związana z tworzeniem. W orfickiej Teogonii była tą, która razem z Hydrosem wyszła z Chaosu. Czasami była traktowana jako żeński odpowiednik Fanesa. Jest ona porównywana z boginią Physis.